# Gary Alexander (basket-ball)
Pour les articles homonymes, voir Gary Alexander et Alexander.
Gary Alexander, né le 1er novembre 1969, à Jacksonville, en Floride, est un joueur américain de basket-ball. Il évoluait au poste d'ailier fort.